# Радиационная авария в губе Андреева
Радиационная авария в губе Андреева в феврале 1982 года на территории хранилища отработанного ядерного топлива (ОЯТ) привела к утечке радиоактивной воды из бассейна здания № 5. ОЯТ располагалось в губе Андреева в 55 км северо-западнее Мурманска на берегу залива Западная Лица (Кольский полуостров). Ликвидация аварии шла с 1983 по 1989 год. В ликвидации аварии участвовало около тысячи человек. Руководили работами капитан 1-го ранга Вячеслав Перовский, а с 1988 года — капитан 1-го ранга Владимир Булыгин.
Первое официальное сообщение об аварии в губе Андреева было опубликовано только в апреле 1993 года, в докладе правительственной комиссии по вопросам, связанным с захоронением в море радиоактивных отходов, под руководством А. В. Яблокова.